# WEST-21
WEST-21とは、西日本旅客鉄道（JR西日本）における在来線の急曲線高速化を目的として、1993年（平成5年）12月20日に構想が発表された新型車両およびその開発計画である。なお、「WEST-21」の名称の由来は「West Japan Railway Company's Swift Train for 21st Century」を略したものとしている。

## 概要
伯備線や紀勢本線など、JR西日本における山陽新幹線を主軸としたフィーダー線区は半径の小さい曲線による速度制限が多く、表定速度が80km/h以下に抑えられるなど高速化の妨げになっていた。自動車などの対抗輸送機関に対しての競争力を維持していくためには表定速度100km/h以上の高速化が必要と考えられたが、在来の車両で高速化を達成するには地上設備に大きな投資を行う必要があり、急曲線を高速で走行できる新たな車両の開発が望まれていた。こうした背景を踏まえ、1993年12月20日に構想が発表された。
当初は試作車両を約3年後、伯備線や紀勢本線への量産車両導入を2000年頃としていた。しかし、後述するST-21用試作台車が鉄道総合技術研究所（鉄道総研）にて製作されるなど開発が続けられてはいたが、2000年に至るも実車が製造されることはなく、また2015年3月現在に至るも同様である。WEST-21の開発中に、1996年には紀勢本線高速化事業において曲線の高速化をねらった283系が少数製造されたが、WEST-21とは異なり既存技術を基本にした制御付き自然振子車両となった。その後2001年に島根県の山陰本線高速化事業にて投入されたキハ187系もまた、283系を基本とした制御付き自然振子車両となっている。

## 開発コンセプト
|              |              | 681系電車           | 381系電車           | 283系電車           | WEST-21（目標性能） |
| ------------ | ------------ | ------------------- | ------------------- | ------------------- | ------------------- |
| 最高運転速度 | 最高運転速度 | 130km/h             | 120km/h             | 130km/h             | 130km/h             |
| 曲線通過速度 | 半径200m     | 60km/h （基本+10）  | 65km/h （基本+15）  | 65km/h （基本+15）  | 85km/h （基本+35）  |
| 曲線通過速度 | 半径300m     | 75km/h （基本+10）  | 80km/h （基本+15）  | 90km/h （基本+25）  | 105km/h （基本+40） |
| 曲線通過速度 | 半径400m     | 90km/h （基本+15）  | 95km/h （基本+20）  | 100km/h （基本+25） | 120km/h （基本+45） |
| 曲線通過速度 | 半径600m     | 110km/h （基本+20） | 110km/h （基本+20） | 120km/h （基本+30） | 130km/h             |
| 車体傾斜方式 | 車体傾斜方式 | 無し                | 自然振子            | 制御付き自然振り子  | 強制車体傾斜        |

WEST-21においては従来からの車両構成にとらわれず、鉄レール・車輪系鉄道の持つ可能性を最大限引き出すことを目指した。車両性能については伯備線や紀勢本線において表定速度100km/h以上を目標とし、以下のように決められた。
- 最高速度：130km/h程度
- 曲線通過速度：超過遠心加速度0.2g程度許容
- 乗り心地：自動車に負けないレベル

これら目標を達成するため、以下の新技術導入が検討された。
- アクティブサスペンション
- 運転支援システム
- 特殊構造の新型連接台車
  - 2軸短軸距台車（先頭車および先頭車と中間車間の連接台車）
  - 1軸台車（中間車の連接台車）
  - 台車操舵
  - 輪軸操舵
  - 強制車体傾斜
- 軽量新素材（CFRP等）
- 低屋根構造（屋根高さ3,000mm以下）
- 低重心構造（重心900mm以下）
- 短車体連接構造（車体長10m程度）

開発は鉄道総研と共同で行うほか、同様に急曲線が多い線区を抱えるJR他社との協力も検討された。鉄道総研において実際に行われた研究開発については以下に述べる。

## 鉄道総研における技術開発
WEST-21開発と同時期、鉄道総研ではNEXT250（Narrow gauge Express Train for 250km/hの略）と名付けられた要素技術開発計画が進行中であり、計画名の通り狭軌200km/h以上で走行可能な台車のほか、在来線各線区の条件に適した速度向上のための各種要素技術を開発中であった。その中で急曲線高速化を目的としてJR西日本と共同でWEST-21に適用すべく開発が進められた次世代高性能車体傾斜車両がST-21である。なお「ST-21」の「ST」は短車体連接構造で曲線を蛇のように曲がるイメージから「Snake Train」の略、あるいはWEST-21と同様に「Swift Train」を略したものとしている。

### ST-21用新型車体傾斜装置
鉄道総研では曲線高速化の第一ステップとして、四国旅客鉄道（JR四国）2000系気動車にて日本国有鉄道（国鉄）時代から開発中であった制御付き自然振子車両を実用化させ、さらに北海道旅客鉄道（JR北海道）キハ281系気動車にてベアリングガイド式振り子装置や、JR四国8000系電車にてワイヤ式パンタグラフ支持装置も実用化させた。第二ステップではJR北海道キハ283系気動車にてボギー角と連動するリンク機構により輪軸を操舵する操舵台車や、振り子装置についてもレール面から2,275 mm - 2,300 mm程度であった車体傾斜中心を1,900 mmに下げ車体傾斜時の重心移動量を減らして走行安定性の向上を図った上、最大車体傾斜角度も従来の5度から6度に向上させた高性能な制御付き自然振子車両を実用化させた。第三ステップでは、自然振り子、制御付き自然振子において欠点とされていた、車体傾斜時における重心の曲線外側への移動による走行安定性の悪化を解消すべく、車体傾斜中心を重心より下げ1,000 mm程度とする強制車体傾斜車両となった。具体的な構造としてはベアリングガイド式の振り子装置を台車上に建てたやぐら上に従来と上下逆向きに配置し、空気ばねもその上に配置して天井付近で車体をぶら下げる構成としており、車体傾斜制御が故障した際はタルゴ客車と同様の空気ばね変位による自然振子作用も得られるよう工夫している。このほか曲線における走行性能向上や低重心化のため連接構造や2軸短軸距とするほか、ボギー角とリンク機構で連動する輪軸操舵機能も備えることとした。
JR西日本と共同開発され、鉄道総研におけるST-21用試作台車の定置試験では良好な結果を得たが、前述の通りWEST-21の実車が製造されることはなかった。2000年以降になると、鉄道総研においては新たにハイスピードカービングビークルの開発が始まったが、ST-21についてはほぼ進展がなく、ハイスピードカービングビークルについても従来の制御付き自然振子式の乗り心地改良等が主な開発内容となっている。

## 紀勢本線高速化事業における検討
WEST-21の開発と時を同じくして、紀勢本線では沿線自治体を中心として同線高速化の要望が高まり、1994年12月には紀勢本線活性化促進協議会が設立されて自治体とJR西日本との間で協議が進められることになった。
1996年2月には正式に紀勢本線高速化事業として地元自治体とJR西日本との間で協定が締結され、同年3月から自治体が一部費用を負担して高速化工事を開始、工事完成後の1997年3月には高速化が実施された。
この高速化事業では283系を少数投入することとなったが、283系ではなくWEST-21を投入することも検討されていた。JR西日本が所有する381系の車齢が浅かったこともあり、高速化計画の検討段階では新型車両を投入せず381系のみで高速化する案や、少数の681系を暫定投入した後にWEST-21を投入して高速化する案が有力であった時期もあった。また高速化事業の完成後も、第二次高速化事業としてWEST-21の投入が検討された。
しかし1998年には鉄道総研にてフリーゲージトレインの試作車が先に完成し、1999年には運輸省新幹線直通運転化事業調査にて紀勢本線が調査対象路線に選定されて以降、紀勢本線の高速化整備についてはフリーゲージトレイン等による新在直通運転が主流となった。